# Peter Warr
Peter Warr (* 18. Juni 1938 in Kermanschah, Iran; † 4. Oktober 2010 in Sainte-Foy-la-Grande, Gironde, Frankreich) war ein britischer Automobilrennfahrer und Motorsportfunktionär. Er war zusammen mit Bernie Ecclestone maßgeblich an der Entwicklung der heutigen Formel 1 beteiligt und als Manager und Teamchef für verschiedene Formel-1-Rennställe tätig.
Nach seiner Zeit als Soldat in der British Army arbeitete Peter Warr ab 1958 als Verkäufer bei Lotus und fuhr einige Formel-Junior- und Sportwagenrennen. 1969 wurde er Manager des Formel-1-Teams von Lotus, das mit Jochen Rindt (1970) und Emerson Fittipaldi (1972) die Weltmeisterschaft gewinnen konnte. 1977 wechselte er als Teammanager zu Walter Wolf Racing, nach dem Verkauf des Teams an Emerson und Wilson Fittipaldi arbeitete er auch beim Team Fittipaldi Automotive als Manager. 1981 kehrte er zu Lotus zurück. Nach dem Tod von Lotus-Gründer Colin Chapman war Warr von 1982 bis 1989 auch Vorstandsvorsitzender von Lotus. Hier gelang ihm 1984 die Verpflichtung von Ayrton Senna und nach dessen Weggang 1987 die Verpflichtung des amtierenden Weltmeisters Nelson Piquet.
1989 wurde Warr permanenter Rennleiter der FIA und 1991 kurzzeitig Geschäftsführer des British Racing Drivers' Clubs, danach zog er sich ins Privatleben nach Südfrankreich zurück.